# Hawklords live '78
Hawklords Live '78 is een livealbum van Hawkwind uit 1992.
Na het uiteenvallen van de zoveelste samenstelling van Hawkwind in 1978, wilde met name Brock het bijltje erbij neergooien. Echter Bob Calvert en diezelfde Brock kwamen in 1978 terug met de muziekgroep Hawklords. De naam Hawkwind mocht vanwege commerciële rechten even niet gebruikt worden. De muziek van Hawklords was wel afwijkend van wat het laatste album van Hawkwind toen (Quark, strangeness and charm) liet horen; Hawklords waren meer richting punk. Dat is dan ook te horen op dit album dat pas in 1992 het levenslicht zag op Griffin Records. Nieuwkomers waren de andere musici. Simon House maakte oorspronkelijk ook deel uit van Hakwlords, doch hij verliet die band al snel. Swindells was afkomstig van Pilot, Bainbridge en Griffin uit Ark.
In 2009 verscheen het album in een nieuwe versie via Atomhenge Records, een platenlabel gelieerd aan Esoteric Recordings. Er zijn nieuwe tracks toegevoegd.In dat jaar probeerde Swindells, Bainbridge en Griffin een nieuwe versie van Hawklords van de grond te krijgen, zonder succes.
Automoton is een muzikale inleiding van de concerten van Hawkwind, een steeds oplopende modulering moest voor het opbouwen van de spanning zorgen. Daarna kan het concert het best omschreven worden als een Sonic attack; een aanval van (snoeiharde) geluidsgolven. Opnamen vonden plaats in de Brunel University tijdens een Britse tournee.

## Musici
- Bob Calvert – zang
- Dave Brock – zang, gitaar
- Harvey Bainbridge – basgitaar, zang
- Steve Swindells – toetsinstrumenten
- Martin Griffin – slagwerk

## Muziek
| Nr. | Titel                                     | Duur |
| --- | ----------------------------------------- | ---- |
| 1.  | Automoton                                 | 1:37 |
| 2.  | 25 Years (Brock)                          | 6:38 |
| 3.  | High rise (Calvert, House)                | 5:00 |
| 4.  | Death trap (Brock, Calvert)               | 5:47 |
| 5.  | The age of the micro man                  | 3:51 |
| 6.  | Spirit of the age (Brock, Calvert)        | 9:20 |
| 7.  | Urban guerrilla                           | 6:12 |
| 8.  | Sonic attack (Hawkwind, Michael Moorcock) | 7:09 |
| 9.  | Psi power                                 | 6:08 |
| 10. | Brainstorm                                | 8:20 |

## Overzicht Britse tournee 1978
- 6 oktober – Oxford, New Theatre
- 7 oktober – Manchester, Apollo
- 8 oktober – Liverpool, Empire
- 9 oktober – Edinburgh, Usher Hall
- 10 oktober – Newcastle, City Hall
- 11 oktober – Middlesbrough, Town Hall
- 13 oktober – Londen, Hammersmith Odeon – gast: Lemmy Kilmister
- 14 oktober – Milton Keynes, Leisure Centre
- 15 oktober – Croydon, Fairfield Halls
- 16 oktober – Portsmouth, Guild Hall
- 17 oktober – Birmingham, Odeon
- 18 oktober – Dunstable, Queensway Hall
- 19 oktober – Blackburn, King George Hall
- 20 oktober – Bristol, Colston Hall
- 21 oktober – St. Albans, City Hall
- 22 oktober – Ipswich, Gaumont
- 23 oktober – Leicester, De Montfort Hall
- 24 oktober – Sheffield, City Hall
- 25 oktober – Bradford, St. Georges Hall
- 26 oktober – Leeds, Queens Hall
- 27 oktober – Stoke-on-Trent, Victoria Hall
- 28 oktober – Paignton, Festival Theatre
- 29 oktober – Poole, Wessex Hall

- 2 november – Malvern, Winter Gardens
- 3 november – Cambridge, Corn Exchange
- 4 november – Ilford, Gants Hill Odeon
- 5 november – Reading, Hexagon
- 6 november – Cardiff, University
- 8 november – Gloucester, Leisure Centre
- 9 november – Folkestone, Leas Cliff Hall
- 10 november – Derby, Assembly Rooms
- 11 november – Nottingham, Rock City
- 13 november – Hemel, Pavilion
- 15 november – Glasgow, Apollo
- 16 november – Carlisle, Market Hall
- 17 november – Lancaster, University
- 18 november – Oldham, Queen Elizabeth Hall
- 19 november – Blackburn, King George Hall
- 22 november – Wolverhampton, Civic Hall
- 23 november – Plymouth, Polytechnic – audio-opnamen gemaakt
- 24 november – Uxbridge, Brunel University – video-opnamen gemaakt
- 25 november – Hastings, Pier Pavilion